# The Gnome
The Gnome — пісня британської рок-групи Pink Floyd, написана Сідом Барреттом. Вийшла 1967 року на дебютному студійному альбомі колективу The Piper at the Gates of Dawn і на зворотному боці синглу «Flaming», який був виданий фірмою Tower в США і не призначався для музичного ринку Великої Британії.

## Про композицію
Під час запису «The Gnome» Річард Райт зіграв на челесті, невеликому клавішному інструменту. Пісня була записана для трансляції на BBC в жовтні 1967 року.

## Учасники запису
- Сід Барретт — акустична гітара, лід-вокал
- Роджер Уотерс — бас-гітара, бек-вокал
- Річард Райт — челеста, бек-вокал
- Нік Мейсон — перкусія